# アドバンス社
株式会社アドバンス社（英文社名；ADVANCE-SYA INC.）は、石川県金沢市に本社を置く日本のモデルエージェンシー。

## 概要
【金沢】から【東京】へ。そして【金沢】から【世界】で活躍するファッションモデルや夢を応援する会社として1975年に設立。
夢を現実にするためにノウハウと経験豊かな講師陣を用意。実際に活躍する人材を多く輩出してきた実績を武器に第一線で活躍するモデル、アナウンサー、声優を輩出。

## 沿革
- 1975年2月15日：石川県金沢市に設立。
- 2016年4月1日：富山支社・東京オフィスを設立。

## 業務内容
モデル紹介事業
ファッションモデル・CMモデル及びMCの紹介、キャスティング業務、ファッションショー制作
人材派遣事業
受付・案内・アパレル・商品ＰＲ・各企業社員研修・講師派遣
スクール事業
アクターズスタジオ金沢/富山 運営・タレント育成
SP事業
セールスプロモーション・キャンペーンプロモーションの企画・運営・会場設営・音響・照明・映像等のトータルディレクション

## 事業所
本社・アクターズスタジオ金沢
- 石川県金沢市寺地一丁目33番19号

富山支社
- 富山県富山市奥田新町2番11号（富山エフエム放送内）

東京オフィス
- 東京都港区新橋六丁目9番2号 新橋第一ビル本館7階

## 業務提携
- オスカープロモーション
- 芸映プロダクション
- サトルジャパン
- ニュートラル
- アンサー株式会社

## 現在の主な所属タレント
※五十音順
2022年7月現在。詳細はアドバンス社ウェブサイトを参照。

### 女性モデル
- 加藤美帆
- 北川莉子
- 越村江莉
- JENNY
- 杉本侑理
- 高畠菜那
- 竹田麻衣（東京）
- 多嶋沙弥（東京）
- 浜田彩加（東京）
- 東山沙織
- 的場絢香
- MIO（田中美緒）
- 皆川ともえ
- 村井美紀

### 男性モデル
- 元井康平（富山）
- 元康　※業務提携
- 山崎至

### タレント・フリーアナウンサー
- 岡部里香（東京、元富山テレビ放送アナウンサー）
- 川崎谷桐子（元テレビ金沢アナウンサー）
- ゴメス☆河田（元富山県住みます芸人）
- 佐竹美希（元BSよしもとアナウンサー）
- 澤直美（元北日本放送アナウンサー）
- 西野由香（元富山エフエム放送・チューリップテレビアナウンサー）
- 林藍菜（富山、元富山テレビ放送アナウンサー）
- 原田幸子
- 松田亜希
- 村口恭子

### アイドルグループ・ユニット
- Jumpin'
- Cupitron　※業務提携
- ほくりくアイドル部　※業務提携

## 過去の所属タレント
※五十音順
- AI（モデル） - サトルジャパン所属[2]
- 阿部夢梨（歌手） - エイベックス・マネジメント所属、SUPER☆GiRLSメンバー
- 釜谷悠平（モデル） - エイベックス・マネジメント所属、※BoysAward Audition 4th・グランプリ[3]
- 髙田真希（モデル） - ナウファッションエージェンシー所属
- 田中美奈子（モデル） - サトルジャパン所属[4]
- 松岡理恵（アナウンサー） - 元エフエム石川アナウンサー、2018年4月からフリー
- YUICHI（モデル） - インディゴ→ヒラタオフィス所属